# گیاه‌پارچ جاستینا
گیاه‌پارچ جاستینا (نام علمی: Nepenthes justinae)، یک گونه از سرده گیاه‌پارچ‌ها است و در کوه همیگویتان در جزیره فیلیپین میندانائو شناخته شده است، جایی که در ارتفاعات ۱۰۰۰ تا ۱۶۲۰ متری از سطح دریا رشد می‌کند.
نام گیاه از جاستینا یو (Justina Yu)، شهردار سان ایسیدرو (San Isidro)، داوائو شرقی، میندانائو، احترام می‌گذارد، که تلاش‌های وی به ثبت پناهگاه حیات وحش کوه همیگویتان به‌عنوان میراث جهانی یونسکو در سال ۲۰۱۴ کمک کرد.
گیاه‌پارچ جاستینا هیچ دورگه طبیعی تأیید شده‌ای ندارد، اگرچه گیاهان خاصی از کوه همیگویتان ممکن است تلاقی‌هایی را نشان دهند.
گیاه‌پارچ همیگویتان، گیاه‌پارچ ریزخمره، و گیاه‌پارچ سپردار سه گونه‌ای هستند که با گیاه‌پارچ جاستینا همجا می‌باشند.

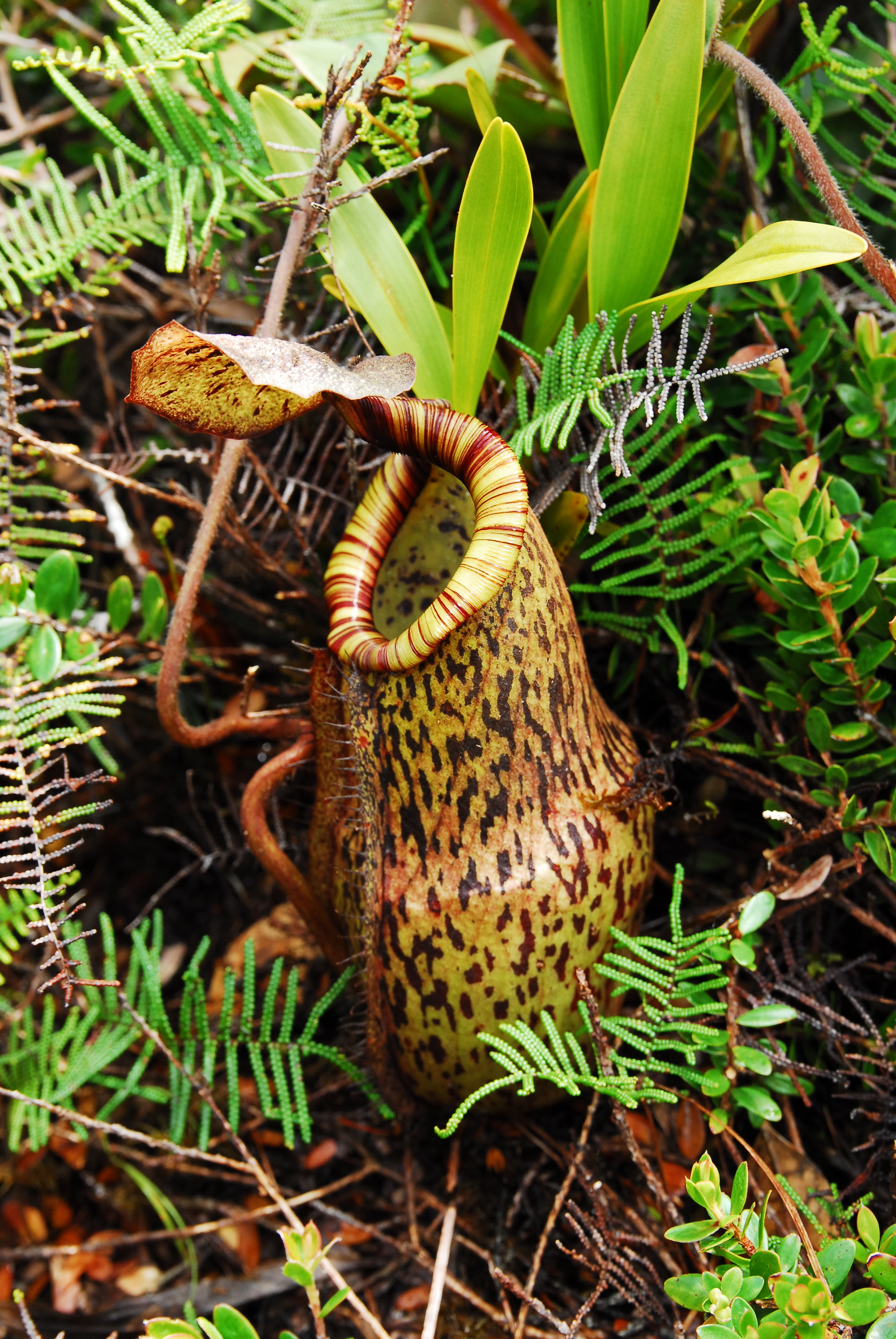
گیاه‌پارچ جاستینا × گیاه‌پارچ سپردار (پارچ پایینی)?
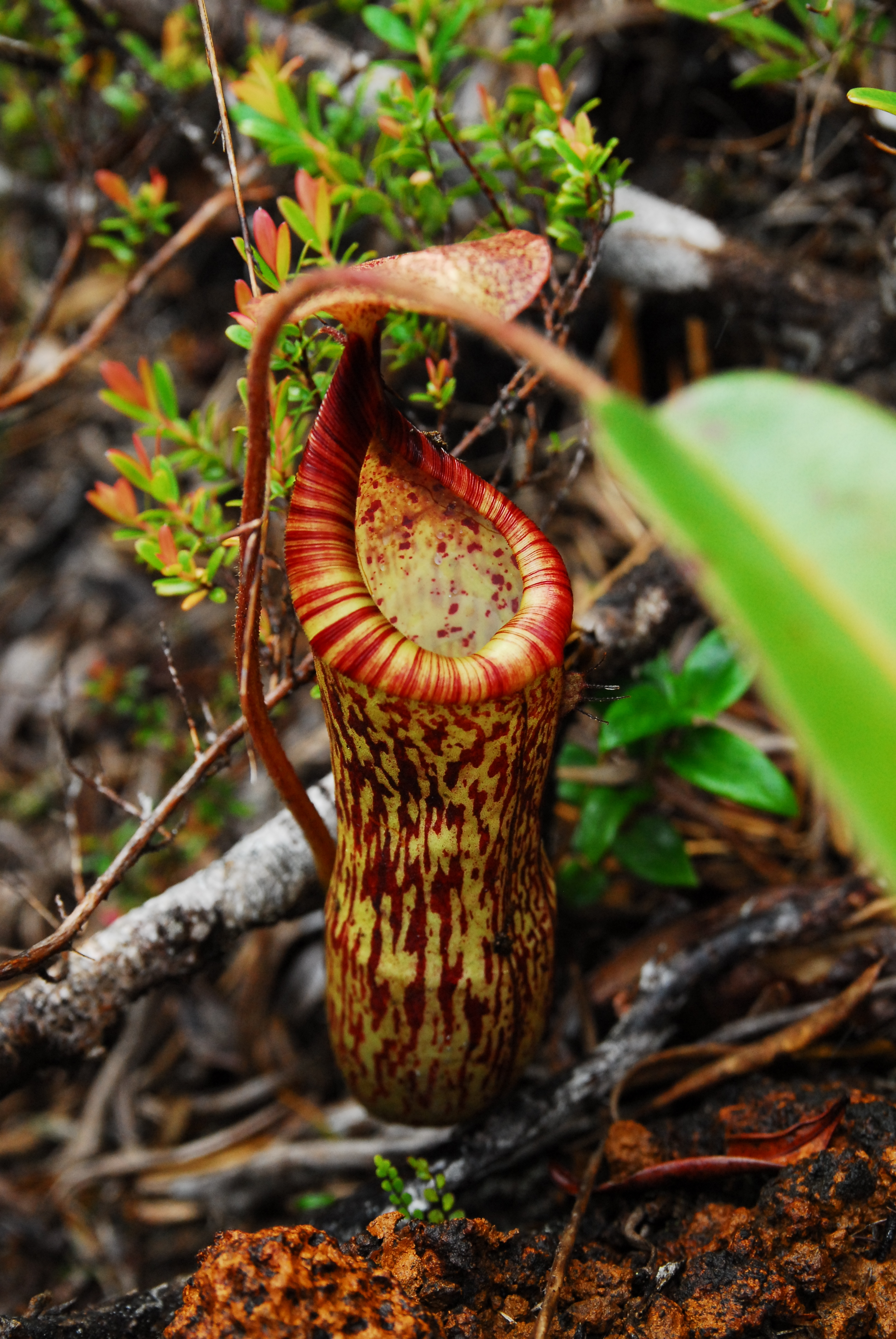
گیاه‌پارچ جاستینا × گیاه‌پارچ سپردار (پارچ بالایی)?